# Nato per rappare/6 quello che 6
Nato per rappare/6 quello che 6 è il primo singolo del gruppo musicale italiano Articolo 31, pubblicato nel 1992 dalla Crime Squad.
Il disco fu stampato su vinile, con una tiratura di circa 500 copie, e contribuì a far conoscere gli Articolo 31 nell'ambiente underground. La traccia Nato per rappare è stata successivamente inserita nel primo album del gruppo, Strade di città.

## Tracce
33 giri
- Lato A

1. Nato per rappare (Versione Vocale) – 4:51
2. Nato per rappare (Versione Strumentale) – 4:51

- Lato B

1. 6 quello che 6 (Versione Vocale) – 5:09
2. 6 quello che 6 (Versione Strumentale) – 4:59
3. 6 quello che 6 (Effetti Per Graffio) – 0:38